# Roza Salikhova
Roza Galyamovna Salikhova (em russo:  Роза Галямовна Салихова; Níjni Novgorod, 24 de setembro de 1944 — 2007) foi uma jogadora de voleibol da Rússia que competiu pela União Soviética nos Jogos Olímpicos de 1968 e 1972.
Em 1968, ela fez parte da equipe soviética que conquistou a medalha de ouro no torneio olímpico, no qual atuou em sete partidas. Quatro anos depois, ela participou de cinco jogos e ganhou a segunda medalha de ouro com o conjunto soviético no campeonato olímpico de 1972.